# 0+1=1 (I Promise You)
0+1=1 (I Promise You) — второй мини-альбом южнокорейского проектного бой-бенда Wanna One. Альбом был выпущен в цифровом и физическом виде 19 марта 2018 года YMC Entertainment, Stone Music Entertainment и CJ E&M Music.

## Предпосылки и релиз
26 февраля Wanna One объявили дату выхода специального тематического трека и своего второго мини-альбома под названием 0+1=1 (I Promise You). Специальный тематический трек «I Promise You (I. P. U.)» был выпущен 5 марта вместе с его музыкальным видео, отмечая 333-й день с момента первого публичного выступления группы. Заглавный трек «Boomerang» был выпущен 19 марта вместе с альбомом. «Boomerang» — это электро-поп песня, которая говорит о том, что сердце человека обращается к значимому другому и возвращается после установления связи.

## Промоушен
Wanna One провели возвращение на шоу 19 марта, которое транслировалось в прямом эфире на Mnet. Он демонстрирует выступления группы своих новых песен, а также закулисные кадры их музыкального видео.

## Коммерческий успех
5 марта было объявлено, что количество предзаказов на альбом превысило 700 000 копий, побив предыдущий рекорд, установленный группой. «I Promise You (I. P. U.)» возглавил шесть онлайн-музыкальных чартов шести основных музыкальных сайтов: Melon, Genie, Bugs, Mnet, Naver и Soribada; и достиг статуса «Perfect All-kill» в реальном времени в день его выпуска. Песня также заняла первое место на Show! Music Core и Show Champion без какой-либо рекламы.

## Трек-лист
| №                   | Название                                                                        | Текст песни                                     | Музыка                                | Arrangement                     | Длительность |
| ------------------- | ------------------------------------------------------------------------------- | ----------------------------------------------- | ------------------------------------- | ------------------------------- | ------------ |
| 1.                  | «Gold»                                                                          | ASSBRASS 키겐 ESBEE JQ 현지원 (makeumine works) | ASSBRASS 키겐 ESBEE                   | ASSBRASS 키겐 ESBEE             | 3:39         |
| 2.                  | «I Promise You (I.P.U.)» (약속해요, Yaksokhaeyo)                                | 별들의전쟁 *(GAL ACTIKA *)                      | 별들의전쟁 *(GALACTIKA *) 아테나 로빈 | 로빈                            | 3:40         |
| 3.                  | «Boomerang» (부메랑, bumerang)                                                  | Roydo Wonderkid BreadBeat Shaun Kim             | Roydo Wonderkid BreadBeat Shaun Kim   | Wonderkid BreadBeat Shaun Kim   | 3:03         |
| 4.                  | «We Are»                                                                        | GRAVVITY TIME MACHINE                           | GRAVVITY TIME MACHINE                 | GRAVVITY TIME MACHINE           | 3:21         |
| 5.                  | «Day by Day» (보여, boyeo)                                                      | 정호현(e.one) Party in My Pool(Kevin Dae)       | 정호현(e.one)                         | 정호현(e.one)                   | 3:06         |
| 6.                  | «I'll Remember» (너의 이름을, neoui ireum-eul)                                  | 신쿵 달리                                       | 신쿵 BreadBeat 송호진 Wonderkid       | 신쿵 BreadBeat 송호진 Wonderkid | 3:34         |
| 7.                  | «I Promise You (Propose Ver.)» (약속해요 (고백 ver.), Yaksokhaeyo (Gobaek ver)) | 별들의전쟁 *(GALACTIKA *)                       | 별들의전쟁 *(GALACTIKA *) 아테나      | 아테나                          | 4:18         |
| Общая длительность: | Общая длительность:                                                             | Общая длительность:                             | Общая длительность:                   | Общая длительность:             | 24:50        |

## Чарты

### Еженедельнве чарты
| Чарты (2018)                | Позиции |
| --------------------------- | ------- |
| South Korean Albums (Gaon)  | 1       |
| US World Albums (Billboard) | 10      |

### Годовой чарт
| Чарты (2018)               | Позиция |
| -------------------------- | ------- |
| South Korean Albums (Gaon) | 4       |

## Сертификация
| Регион                                                      | Сертификация  | Продажи  |
| ----------------------------------------------------------- | ------------- | -------- |
| Республика Корея (KMCA)                                     | 3× Платиновый | 750 000^ |
| ^ Данные о тиражах приведены только на основе сертификации. |               |          |